# Ludorugbya
Ludorugbya là một chi rêu trong họ Pottiaceae.